# 15440 Eioneus
15440 Eioneus este o planetă minoră (asteroid), cu un diametru de 62,519 km, din Asteroid troian al lui Jupiter. A fost descoperită pe 19 noiembrie 1998 la Catalina Station⁠(d) de Catalina Sky Survey și a fost numită după Eioneus⁠(d). 
Obiectul prezintă o orbită caracterizată de o semiaxă mare de 5,2971948 UAi, o excentricitate de 0,02, o înclinație de 28,74793 ° în raport cu ecliptica.